# Bayfront Park
Bayfront Park è un parco cittadino di 0,13 km² a Downtown Miami, in Florida sulla Baia di Biscayne.

## Geografia
Bayfront Park è limitato a nord da Bayside Marketplace e dalla American Airlines Arena, a sud da Chopin Plaza, ad ovest da Biscayne Boulevard e ad est dalla Baia di Biscayne.
A sette isolati verso nord si trova il parco associato a Bayfront Park con un'estensione analoga di 0.13 km²: il Bicentennial Park.

## Storia
La costruzione del parco è iniziata nel 1924 su progetto di Warren Henry Manning e venne aperto nel marzo 1925.
A partire dal 1980, il parco fu oggetto di una ristrutturazione da parte dell'artista e architetto paesaggista giappo-americano Isamu Noguchi. Oggi, Bayfront Park è gestito dal Bayfront Park Management Trust, un'agenzia della città di Miami.
Il 15 febbraio 1933 il parco fu la sede dell'assassinio del sindaco di Chicago Anton Cermak da parte dell'anarchico italiano Giuseppe Zangara. Cermak fu colpito tre volte al petto e ferito a morte mentre salutava la folla con il presidente Franklin Delano Roosevelt di fronte a Bayfront Park. Insieme a Cermak, che morì per le ferite dopo 19 giorni, altre quattro persone furono colpite dallo sparatore, uno dei quali morì.
Vi furono discussioni sull'ipotesi che Zangara volesse in realtà tentare di assassinare Roosevelt invece di Cermak, comunque non fu trovata nessuna prova a sostegno di questa teoria.

## Eventi
Nel Bayfront Park si trovano il Bayfront Park Amphitheater (con una capacità di 10.000 persone: 2.672 sulle gradinate e 7.328 nel prato) ed il Tina Hills Pavilion (con una capienza di 1.000 persone: 200 poltroncine e 800 nel prato), utilizzati per numerosi eventi.
Ogni anno il Bayfront Park ospita la celebrazione dell'"America's Birthday Bash" durante l'Independence Day, che nel 2011 ha attratto più di 60.000 visitatori.
Il parco ospita anche i festeggiamenti ufficiali per il nuovo anno, che richiama ogni anno più di 70.000 visitatori.
Altra manifestazione che si svolge nel parco è l'Ultra Music Festival, che si svolge in due fine settimana con 60.000 persone al giorno.
Il parco è anche il punto di partenza per escursioni in barca sulla Baia di Biscayne.

## Circuito automobilistico
Su iniziativa di Ralph Sanchez, dal 1983 Bayfront Park è stato scenario di corse automobilistiche dell'IMSA GT Championship con il Grand Prix di Miami. Un circuito di 2.232 km venne ricavato tra le strade del parco e Biscayne Boulevard. Le gare IMSA si tennero tra il 1983 ed il 1985. Per il 1986 l'evento si tenne nel vicino Bicentennial Park.
Nel 2002, il circuito dei Bayfront Park venne riportato in vita dal Grand Prix Americas, un evento organizzato congiuntamente da CART Champ Car e American Le Mans Series. Il circuito di 2.232 km venne ricavato dalle strate del parco, Biscayne Boulevard 3rd Street e 4th Street. Nel 2003 il circuito cambiò eliminando il tratto lungo la 3rd e 4th Street ed aggiungendo un tratto su Biscayne Boulevard verso il confine nord del parco.
Risultati delle gare
| Anno                                                      | Vincitore                  | Auto                | Squadra                  | Campionato           |
| --------------------------------------------------------- | -------------------------- | ------------------- | ------------------------ | -------------------- |
| 1983                                                      | Al Holbert                 | March 83G-Chevrolet | Holbert Racing           | IMSA GT Championship |
| 1984                                                      | Doc Bundy Brian Redman     | Jaguar XJR-5        | Group 44                 | IMSA GT Championship |
| 1985                                                      | Al Holbert Derek Bell      | Porsche 962         | Holbert Racing           | IMSA GT Championship |
| Bicentennial Park (1986–1995), non tenuto nel (1996–2001) |                            |                     |                          |                      |
| 2002                                                      | Cristiano da Matta         | Lola-Toyota         | Newman/Haas Racing       | CART                 |
| 2002                                                      | Frank Biela Emanuele Pirro | Audi R8             | Audi Sport North America | ALMS                 |
| 2003                                                      | Mario Domínguez            | Lola-Ford Cosworth  | Herdez Competition       | CART                 |
| 2003                                                      | JJ Lehto Johnny Herbert    | Audi R8             | ADT Champion Racing      | ALMS                 |

## Infrastrutture e trasporti
Ai visitatori si raccomanda di utilizzare la Metropolitana di Miami, con la fermata del Metromover di Bayfront Park, data la scarsa presenza di parcheggi.